# De Legende (band)
De Legende is een Belgische artrock- en newwavegroep rond Elvis Peeters. Andere leden zijn Chris Carlier, Geert Corbeels, Geert Waegeman en Koen Van Roy.

## Discografie
- Ten Dans (1992)
- Gouden Tanden (1993)
- Een oor is een oor (1997)
- Bijt! Bijt! Bijt! (2008)
- Eerst de nacht dan de dag (2013)